# 7-й штурмовой авиационный корпус
7-й штурмовой авиационный Севастопольский корпус (7-й шак) — соединение Военно-Воздушных сил (ВВС) Вооруженных Сил РККА, принимавшее участие в боевых действиях Великой Отечественной войны.

## Наименования корпуса

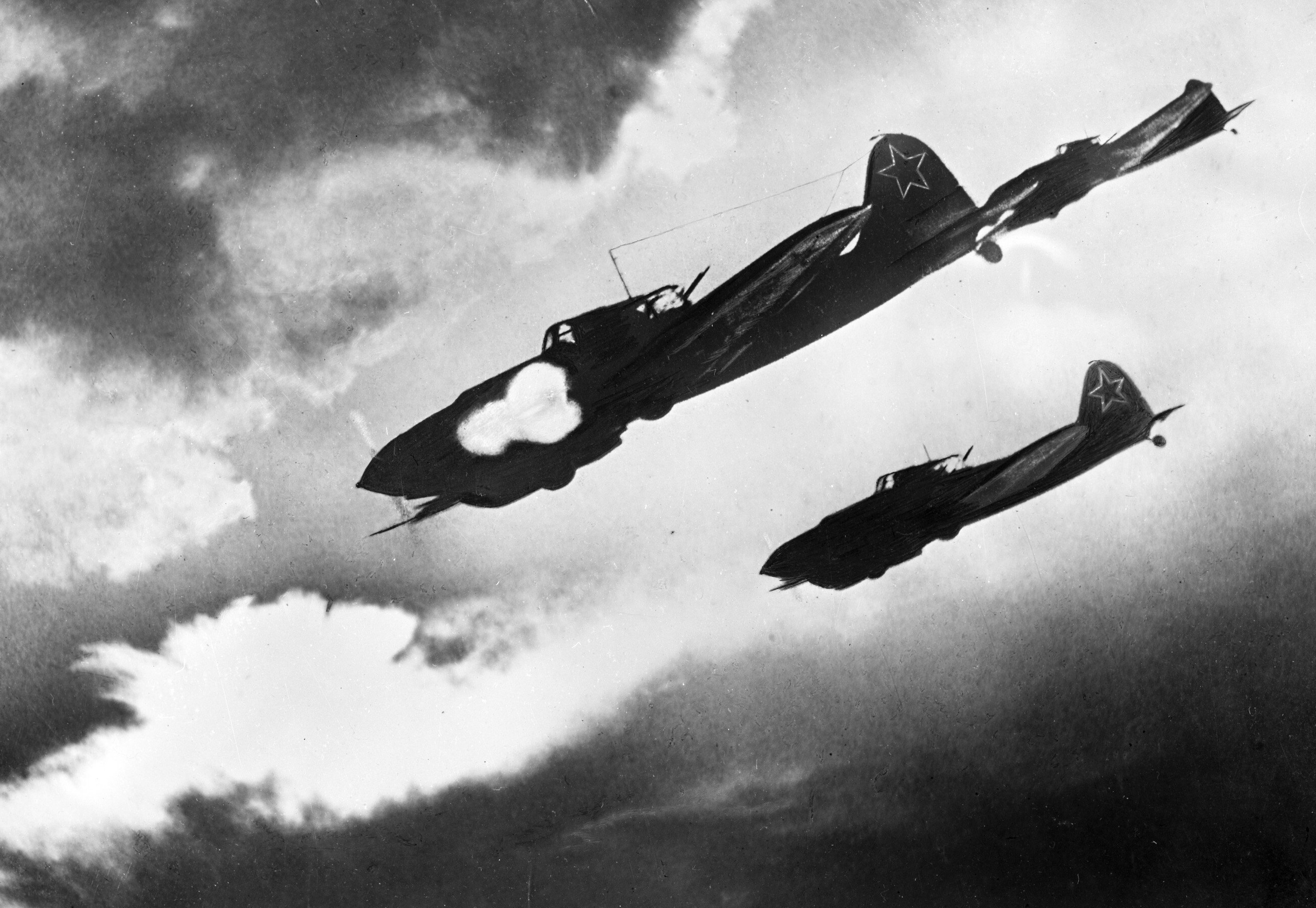
Штурмовик Ил-2 атакует

- 10-й смешанный авиационный корпус;
- 7-й штурмовой авиационный корпус;
- 7-й штурмовой авиационный Севастопольский корпус;
- 68-й штурмовой авиационный Севастопольский корпус.

## История и боевой путь корпуса
7-й штурмовой авиационный корпус 21 июля 1943 года преобразован из 10-го смешанного авиационного корпуса Приказои НКО СССР № 0087 от 21 июля 1943 года. В состав корпуса вошли 206-я и 289-я штурмовые авиадивизии.
С середины июля корпус участвует в Миусской операции, разгроме таганрогской группировки противника, освобождении Донбасса и наступлении вплоть до р. Молочная. В октябре 1943 года принимает участие в прорыве обороны противника на р. Молочная и преследовании его до Днепра.
В январе — феврале 1944 года в составе 8-й воздушной армии 4-го Украинского фронта участвует в ликвидации никопольского плацдарма противнка, содействуя войскам 3-й гвардейской армии в овладении городом Никополь и созданию плацдарма на правом берегу р. Днепр.
В апреле 1944 года корпус участвует в прорыве обороны противника на Перекопском перешейке и Сиваше, с 15 апреля по 10 мая его части содействовали наземным войскам в освобождении города Севастополь. 10 мая 1944 года приказом Верховного Главнокомандующего за массовый героизм авиаторов корпуса при ликвидации последнего очага сопротивления гитлеровцев в Крыму, соединение удостоено почётного наименования «Севастопольского».
В августе 1944 года корпус переброшен в 14-ю воздушную армию 3-го Прибалтийского фронта, где вел боевые действия на тартусском и рижском направлениях. Затем был переброшен на 1-й Прибалтийский фронт в состав 3-й воздушной армии, где до конца 1944 года вел бои на мемельском, тильзитском и либавском направлениях. На заключительном этапе войны дивизия содействовал войскам 1-го и 2-го Прибалтийского фронтов в разгроме курляндской группировки противника.
За период боевой работы по освобождению Прибалтики частями корпуса совершено 16450 боевых вылетов, в результате чего уничтожено и повреждено танков и самоходных орудий — 312, МЗА и ЗА − 533, автомашин — 6415, паровозов — 23, вагонов — 200, орудий ПА — 724, самолётов — 208, живой силы противника — 11835 солдат и офицеров.
С 16 апреля 1945 года до окончания войны корпус находился в резерве Ставки ВГК. В составе действующей армии корпус находился c 21 июля 1943 года по 16 мая 1944 года и c 17 августа 1944 года по 16 апреля 1945 года.
С июля до сентября 1945 года корпус перебазировался в Львовский военный округ в состав 14-й воздушной армии.
7-й штурмовой авиационный Севастопольский корпус 10 января 1949 года на основании Директивы Генерального штаба переименован в 68-й штурмовой авиационный Севастопольский корпус

## В составе объединений
| Объединение                                                         | Период                  |
| ------------------------------------------------------------------- | ----------------------- |
| 8-я воздушная армия Южного фронта                                   | 21.07.1943 — 20.10.1943 |
| 8-я воздушная армия 4-го Украинского фронта                         | 20.10.1943 — 16.05.1944 |
| Резерв Верховного Главного Командования                             | 16.05.1944 — 01.06.1944 |
| Военно-Воздушные Силы Харьковского Военного Округа                  | 01.06.1944 — 17.08.1944 |
| 14-я воздушная армия 3-го Прибалтийского фронта                     | 17.08.1944 — 01.10.1944 |
| 3-я воздушная армия 1-го Прибалтийского фронта                      | 01.10.1944 — 01.02.1945 |
| 15-я воздушная армия 2-го Прибалтийского фронта                     | 01.02.1945 — 01.03.1945 |
| 15-я воздушная армия Курляндской группы войск Ленинградского Фронта | 01.03.1945 — 16.04.1945 |
| Резерв Верховного Главного Командования                             | 16.04.1945 — 10.06.1945 |
| 14-я воздушная армия Прикарпатский военный округ                    | 10.06.1945 — 20.02.1949 |
| 57-я воздушная армия Прикарпатский военный округ                    | 20.02.1949 — 01.04.1956 |

## Соединения и части корпуса
- 206-я штурмовая авиационная Мелитопольская Краснознамённая дивизия
  - 503-й штурмовой авиационный ордена Кутузова полк
  - 686-й штурмовой авиационный Севастопольский Краснознамённый полк (1944—1945 гг.)
  - 806-й штурмовой авиационный ордена Суворова полк
  - 807-й штурмовой авиационный Севастопольский полк
- 289-я штурмовая авиационная Никопольская Краснознамённая дивизия
  - 232-й штурмовой авиационный ордена Суворова полк
  - 686-й штурмовой авиационный Севастопольский Краснознамённый полк (1943—1944 гг)
  - 947-й штурмовой авиационный Севастопольский полк
- 236-я истребительная авиационная дивизия (с 21.07.1943 по 08.1943 г. и с 01.1944 по 05.1944 г.)
  - 975-й истребительный авиационный полк
  - 267-й истребительный авиационный полк
  - 611-й истребительный авиационный полк
  - 117-й гвардейский истребительный авиационный полк
- 419-я отдельная авиационная эскадрилья связи
- 288-я отдельная рота связи
- 38-й отдельный взвод аэрофотослужбы
- 2682 военно-почтовая станция

## Командование корпуса

### Командир корпуса
- Генерал-майор авиации (с 16 мая 1944 – генерал-лейтенант авиации) Филин Василий Михайлович[6], период нахождения в должности: с 21 июля 1943 года по май 1947 года.
- Генерал-майор авиации Рейно Леонид Давыдович[7] с июня 1947 года по 20 декабря 1948 года.
- Полковник Терехов Николай Павлович[8], период нахождения в должности: с апреля 1949 года по февраль 1951 года.
- Полковник Донченко Семён Алексеевич[9], период нахождения в должности: с декабря 1950 года по май 1952 года.

### Заместитель по политической части
полковник Огнев Пётр Степанович

## Участие в операциях и битвах
- Миусская операция с 21 июля 1943 года по 2 августа 1943 года.
- Донбасская операция с 13 августа 1943 года по 22 сентября 1943 года.
- Мелитопольская операция[6] с 26 сентября 1943 года по 5 ноября 1943 года.
- Никопольско-Криворожская операция с 30 января 1944 года по 29 февраля 1944 года.
- Крымская операция[6] с 8 апреля 1944 года по 12 мая 1944 года.
- Тартуская операция с 17 августа 1944 года по 6 сентября 1944 года.
- Прибалтийская операция с 14 сентября 1944 года по 24 ноября 1944 года.
- Рижская операция с 8 октября 1944 года по 22 октября 1944 года.

## Почётные наименования
- 7-му штурмовому авиационному корпусу за отличие в боях при овладении штурмом крепостью и важнейшей военно-морской базой на Чёрном море городом Севастополь Приказом НКО СССР от 24 мая 1944 года на основании приказа ВГК № 111 от 10 мая 1944 года присвоено почётное наименование «Севастопольский»[10].
- 206-й штурмовой авиационной дивизии за отличие в боях при овладении городом и железнодорожной станцией Мелитополь – важнейшим стратегическим узлом обороны немцев на южном направлении, запирающим подступы к Крыму и нижнему течению Днепра Приказом НКО СССР на основании приказа ВГК № 34 от 23 октября 1943 года присвоено почётное наименование «Мелитопольская»[11].
- 289-й штурмовой авиационной дивизии за отличие в боях при уничтожении никопольской группировки немцев и овладении штурмом городом Никополь — крупным промышленным центром Украины Приказом НКО СССР от 13 февраля 1944 года на основании приказа ВГК № 72 от 8 февраля 1944 года присвоено почётное наименование «Никопольская»[12].
- 686-му штурмовому авиационному полку за отличие в боях при овладении штурмом крепостью и важнейшей военно-морской базой на Чёрном море городом Севастополь Приказом НКО СССР от 24 мая 1944 года на основании приказа ВГК № 111 от 10 мая 1944 года присвоено почётное наименование «Севастопольский»[10].
- 807-му штурмовому авиационному полку за отличие в боях при овладении штурмом крепостью и важнейшей военно-морской базой на Чёрном море городом Севастополь Приказом НКО СССР от 24 мая 1944 года на основании приказа ВГК № 111 от 10 мая 1944 года присвоено почётное наименование «Севастопольский»[10].
- 947-му штурмовому авиационному полку за отличие в боях при овладении штурмом крепостью и важнейшей военно-морской базой на Чёрном море городом Севастополь Приказом НКО СССР от 24 мая 1944 года на основании приказа ВГК № 111 от 10 мая 1944 года присвоено почётное наименование «Севастопольский»[10].

## Награды
- 206-я штурмовая авиационная Мелитопольская дивизия за образцовое выполнение заданий командования в боях за освобождение города Севастополь и проявленные при этом доблесть и мужество Указом Президиума Верховного Совета СССР от 24 мая 1944 года награждена орденом «Боевого Красного Знамени»[13].
- 289-я штурмовая авиационная Никопольская дивизия за образцовое выполнение заданий командования в боях за освобождение города Севастополь и проявленные при этом доблесть и мужество Указом Президиума Верховного Совета СССР от 24 мая 1944 года награждена орденом «Боевого Красного Знамени»[13].
- 232-й штурмовой авиационный полк за образцовое выполнение заданий командования в боях с немецкими захватчиками за овладение городом Клайпеда (Мемель) и проявленные при этом доблесть и мужество Указом Президиума Верховного Совета СССР от 5 апреля 1945 года награждён орденом «Суворова III степени»[14].
- 503-й штурмовой авиационный полк за образцовое выполнение заданий командования в боях с немецкими захватчиками при прорыве обороны противника северо-западнее и юго-западнее Шауляй (Шавли) и проявленные при этом доблесть и мужество Указом Президиума Верховного Совета СССР от 31 октября 1944 года награждён орденом «Кутузова III степени»[13].
- 806-й штурмовой авиационный полк за образцовое выполнение заданий командования в боях с немецкими захватчиками за овладение городом Клайпеда (Мемель) и проявленные при этом доблесть и мужество Указом Президиума Верховного Совета СССР от 5 апреля 1945 года награждён орденом «Суворова III степени»[14].
- 807-й Севастопольский штурмовой авиационный полк Указом Президиума Верховного Совета СССР награждён орденом «Боевого Красного Знамени».

## Благодарности Верховного Главнокомандующего
Воинам корпуса были объявлены Благодарности Верховного Главнокомандующего:
- За прорыв сильно укрепленной обороны немцев на их плацдарме южнее города Никополь на левом берегу Днепра, ликвидации оперативно важного плацдарма немцев на левом берегу Днепра и овладении районным центром Запорожской области — городом Каменка, а также занятием более 40 других населенных пунктов[15].
- За отличие в боях при прорыве сильно укрепленной обороны противника на Перекопском перешейке, овладении городом Армянск, выход к Ишуньским позициям, форсировании Сиваша восточнее города Армянск, прорыве глубоко эшелонированной обороны противника в озерных дефиле на южном побережье Сиваша и овладении важнейшим железнодорожным узлом Крыма – Джанкоем[16].
- За отличие в боях при овладении штурмом крепостью и важнейшей военно-морской базой на Чёрном море городом Севастополь[10].
- За отличие в боях при овладении штурмом городом и крупным узлом коммуникаций Тарту (Юрьев-Дерпт) – важным опорным пунктом обороны немцев, прикрывающим пути к центральным районам Эстонии[17].
- За отличие в боях при овладении городом и крупным железнодорожным узлом Валга – мощным опорным пунктом обороны немцев в южной части Эстонии[18].
- За прорыв обороны противника северо-западнее и юго-западнее города Шауляй (Шавли) и овладении важными опорными пунктами обороны немцев Телыпай, Плунгяны, Мажейкяй, Тришкяй, Тиркшляй, Седа, Ворни, Кельмы, а также овладении более 2000 других населенных пунктов[19].